# Mûrs-Erigné
Mûrs-Erigné is een gemeente in het Franse departement Maine-et-Loire (regio Pays de la Loire). De plaats maakt deel uit van het arrondissement Angers. Mûrs-Erigné telde op 1 januari 2022 6.172 inwoners.

## Geografie
De oppervlakte van Mûrs-Erigné bedroeg op 1 januari 2022 17,29 vierkante kilometer; de bevolkingsdichtheid was toen 357 inwoners per km².

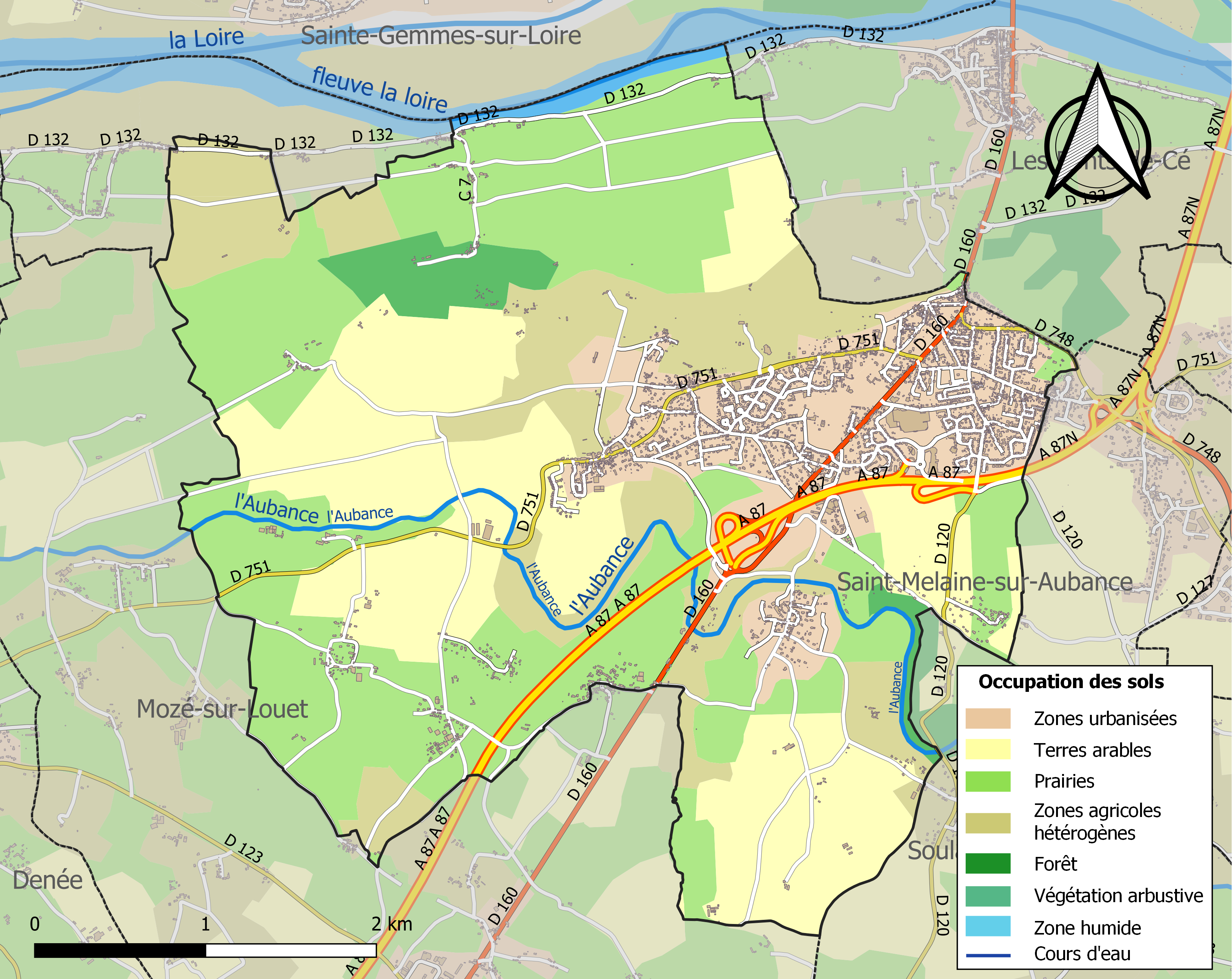
Kaart van de gemeente met de belangrijkste infrastructuur, bodemgebruik en omliggende gemeenten

## Demografie
Onderstaande figuur toont het verloop van het inwonertal (bron: INSEE-tellingen).